# Matarhnjúkur
Matarhnjúkur är en bergstopp i republiken Island. Den ligger i regionen Austurland, 400 km öster om huvudstaden Reykjavík. Toppen på Matarhnjúkur är 936 meter över havet.
Trakten runt Matarhnjúkur är nära nog obefolkad, med mindre än två invånare per kvadratkilometer. Det finns inga samhällen i närheten. Trakten runt Matarhnjúkur består i huvudsak av gräsmarker.